# Waldemar Canellas Júnior
Waldemar Nicolau Canellas Junior GOMM (São Paulo, 19 de agosto de 1936) é um almirante-de-esquadra brasileiro. Foi ministro interino da Marinha no governo de Fernando Henrique Cardoso, de 12 de março de 1997 a 31 de março de 1998.

## Biografia
Em 1995, como almirante-de-esquadra, foi condecorado pelo presidente Fernando Henrique Cardoso com a Ordem do Mérito Militar no grau de Grande-Oficial especial.